# Hydroptila maza
Hydroptila maza är en nattsländeart som beskrevs av Harris och Ralph W. Holzenthal 1999. Hydroptila maza ingår i släktet Hydroptila och familjen smånattsländor. Inga underarter finns listade i Catalogue of Life.